# 波鱼碘泡虫
波鱼碘泡虫（学名：Myxobolus rasborae）为碘泡科碘泡虫属的动物。在中国，分布于海南等，营寄生生活，寄生在头条波鱼的鳃。